# Catherine Garceau
Catherine Garceau, född den 1 juli 1978 i Montréal, Kanada, är en kanadensisk konstsimmare.
Hon tog OS-brons i lagtävlingen i konstsim i samband med de olympiska konstsimstävlingarna 2000 i Sydney.